# Mistrzostwa Polski w Skokach Narciarskich 2009
84. Mistrzostwa Polski w Skokach Narciarskich – zawody o mistrzostwo Polski w skokach narciarskich, które odbyły się w dniach 14 lutego-26 grudnia 2009 roku na skoczni Skalite w Szczyrku i Malinka w Wiśle.
W konkursie indywidualnym na skoczni normalnej zwyciężył Adam Małysz, srebrny medal zdobył Kamil Stoch, a brązowy – Stefan Hula. Na dużym obiekcie najlepszy okazał się Stoch przed Łukaszem Rutkowskim i Piotrem Żyłą.
Konkurs drużynowy na normalnej skoczni wygrał zespół KS Wisła Ustronianka w składzie: Adam Cieślar, Rafał Śliż, Piotr Żyła i Adam Małysz.
Pierwotnie konkurs na skoczni Malinka w Wiśle miał zostać rozegrany 13 lutego. Złe warunki atmosferyczne - zbyt silnie wiejący wiatr, oraz śnieżyca - sprawiły przeniesienie zawodów na następny dzień. Tym samym konkursy na skoczni Skalite w Szczyrku zostały przeniesione z 14-15 lutego na 26-27 marca. Złe warunki atmosferyczne pozwoliły jednak na rozegranie tylko konkursu drużynowego. Zmagania indywidualne zostały ostatecznie przeniesione na 26 grudnia.

## Wyniki Mistrzostw Polski

### Konkurs indywidualny na dużej skoczni (Wisła, 14.02.2009)
| Miejsce | Zawodnik         | Klub                   | Skok 1 | Skok 2 | Punkty |
| ------- | ---------------- | ---------------------- | ------ | ------ | ------ |
| 1.      | Kamil Stoch      | LKS Poroniec Poronin   | 113,5  | 132,0  | 231,4  |
| 2.      | Łukasz Rutkowski | TS Wisła Zakopane      | 117,5  | 114,5  | 212,1  |
| 3.      | Piotr Żyła       | KS Wisła Ustronianka   | 112,5  | 120,5  | 211,9  |
| 4.      | Stefan Hula      | AZS Zakopane           | 116,5  | 111,0  | 203,5  |
| 5.      | Adam Małysz      | KS Wisła Ustronianka   | 116,5  | 111,0  | 202,0  |
| 6.      | Klemens Murańka  | TS Wisła Zakopane      | 119,5  | 108,5  | 197,9  |
| 7.      | Marcin Bachleda  | TS Wisła Zakopane      | 114,5  | 111,0  | 197,4  |
| 8.      | Adam Cieślar     | KS Wisła Ustronianka   | 108,5  | 112,5  | 187,3  |
| 9.      | Grzegorz Miętus  | Start Krokiew Zakopane | 111,0  | 106,0  | 181,6  |
| 10.     | Rafał Śliż       | KS Wisła Ustronianka   | 109,0  | 109,5  | 181,3  |

W konkursie wzięło udział 68 zawodników.

### Konkurs drużynowy na normalnej skoczni (Szczyrk, 26.03.2009)
| Miejsce | Klub                      | Zawodnik                      | Skok 1 | Skok 2 | Nota zespołu |
| ------- | ------------------------- | ----------------------------- | ------ | ------ | ------------ |
| 1.      | KS Wisła Ustronianka I    | Adam Cieślar                  | 92,5   | 94,0   | 973,5        |
| 1.      | KS Wisła Ustronianka I    | Rafał Śliż                    | 101,0  | 105,5  | 973,5        |
| 1.      | KS Wisła Ustronianka I    | Piotr Żyła                    | 99,0   | 100,0  | 973,5        |
| 1.      | KS Wisła Ustronianka I    | Adam Małysz                   | 97,5   | 100,5  | 973,5        |
| 2.      | TS Wisła Zakopane I       | Marcin Bachleda               | 95,0   | 90,5   | 918,0        |
| 2.      | TS Wisła Zakopane I       | Klemens Murańka               | 86,5   | 99,5   | 918,0        |
| 2.      | TS Wisła Zakopane I       | Dawid Kubacki                 | 95,5   | 96,5   | 918,0        |
| 2.      | TS Wisła Zakopane I       | Łukasz Rutkowski              | 100,0  | 101,0  | 918,0        |
| 3.      | Start Krokiew Zakopane I  | Grzegorz Miętus               | 100,0  | 98,0   | 917,5        |
| 3.      | Start Krokiew Zakopane I  | Krzysztof Miętus              | 86,5   | 100,5  | 917,5        |
| 3.      | Start Krokiew Zakopane I  | Jakub Kot                     | 96,0   | 99,0   | 917,5        |
| 3.      | Start Krokiew Zakopane I  | Maciej Kot                    | 88,5   | 95,0   | 917,5        |
| 4.      | TS Wisła Zakopane II      | Wojciech Skupień              | 95,0   | 98,5   | 870,0        |
| 4.      | TS Wisła Zakopane II      | Krystian Długopolski          | 95,0   | 97,5   | 870,0        |
| 4.      | TS Wisła Zakopane II      | Tomasz Pochwała               | 83,5   | 93,5   | 870,0        |
| 4.      | TS Wisła Zakopane II      | Robert Mateja                 | 87,5   | 93,0   | 870,0        |
| 5.      | Start Krokiew Zakopane II | Wojciech Gąsienica-Kotelnicki | 94,5   | 92,5   | 809,5        |
| 5.      | Start Krokiew Zakopane II | Kamil Kowal                   | 87,5   | 90,5   | 809,5        |
| 5.      | Start Krokiew Zakopane II | Dawid Kowal                   | 87,5   | 93,0   | 809,5        |
| 5.      | Start Krokiew Zakopane II | Andrzej Zapotoczny            | 87,0   | 86,0   | 809,5        |
| 6.      | AZS-AWF Katowice          | Jan Ciapała                   | 81,5   | 87,0   | 734,0        |
| 6.      | AZS-AWF Katowice          | Mateusz Wantulok              | 88,0   | 81,5   | 734,0        |
| 6.      | AZS-AWF Katowice          | Wojciech Cieślar              | 80,5   | 87,0   | 734,0        |
| 6.      | AZS-AWF Katowice          | Tomisław Tajner               | 86,5   | 96,0   | 734,0        |
| 7.      | KS Wisła Ustronianka II   | Paweł Słowiok                 | 92,5   | 86,5   | 717,5        |
| 7.      | KS Wisła Ustronianka II   | Mateusz Cieślar               | 86,5   | 83,0   | 717,5        |
| 7.      | KS Wisła Ustronianka II   | Tomasz Byrt                   | 85,0   | 85,5   | 717,5        |
| 7.      | KS Wisła Ustronianka II   | Artur Kukuła                  | 78,0   | 81,0   | 717,5        |
| 8.      | TS Wisła Zakopane III     | Andrzej Gąsienica             | 87,5   | 91,5   | 710,0        |
| 8.      | TS Wisła Zakopane III     | Kacper Skrobot                | 78,5   | 79,5   | 710,0        |
| 8.      | TS Wisła Zakopane III     | Kamil Skrobot                 | 87,5   | 87,5   | 710,0        |
| 8.      | TS Wisła Zakopane III     | Marcin Mąka                   | 81,5   | 82,0   | 710,0        |
| 9.      | LKS Klimczok Bystra       | Dawid Kanik                   | 87,0   | -      | 335,0        |
| 9.      | LKS Klimczok Bystra       | Jędrzej Ścisłowicz            | 88,0   | -      | 335,0        |
| 9.      | LKS Klimczok Bystra       | Bartłomiej Kłusek             | 81,0   | -      | 335,0        |
| 9.      | LKS Klimczok Bystra       | Jakub Wolny                   | 74,0   | -      | 335,0        |
| 10.     | LKS Poroniec Poronin      | Mariusz Rzadkosz              | 67,5   | -      | 332,0        |
| 10.     | LKS Poroniec Poronin      | Andrzej Staszel               | 79,5   | -      | 332,0        |
| 10.     | LKS Poroniec Poronin      | Andrzej Zarycki               | 80,0   | -      | 332,0        |
| 10.     | LKS Poroniec Poronin      | Kamil Stoch                   | 100,5  | -      | 332,0        |

W konkursie wzięło udział 16 zespołów.

### Konkurs indywidualny na normalnej skoczni (Szczyrk, 26.12.2009)
| Miejsce | Zawodnik         | Klub                 | Skok 1 | Skok 2 | Punkty |
| ------- | ---------------- | -------------------- | ------ | ------ | ------ |
| 1.      | Adam Małysz      | KS Wisła Ustronianka | 96,0   | 106,0  | 256,0  |
| 2.      | Kamil Stoch      | AZS Zakopane         | 102,0  | 94,5   | 243,0  |
| 3.      | Stefan Hula      | Sokół Szczyrk        | 98,0   | 98,5   | 242,5  |
| 4.      | Kamil Kowal      | AZS Zakopane         | 95,5   | 94,5   | 228,0  |
| 5.      | Tomisław Tajner  | AZS-AWF Katowice     | 96,5   | 94,0   | 226,5  |
| 6.      | Klemens Murańka  | TS Wisła Zakopane    | 93,5   | 95,5   | 222,5  |
| 7.      | Krzysztof Miętus | AZS Zakopane         | 87,0   | 100,0  | 220,5  |
| 8.      | Maciej Kot       | AZS Zakopane         | 100,0  | 87,0   | 220,0  |
| 9.      | Dawid Kowal      | AZS Zakopane         | 92,5   | 93,0   | 216,0  |
| 10.     | Jakub Kot        | AZS Zakopane         | 93,5   | 88,5   | 208,0  |

W konkursie wzięło udział 58 zawodników.